# Клірфілд (Айова)
Клірфілд (англ. Clearfield) — місто (англ. city) в США, в округах Тейлор і Рінгголд штату Айова. Населення — 278 осіб (2020).

## Географія
Клірфілд розташований за координатами 40°48′3″ пн. ш. 94°28′56″ зх. д. / 40.80083° пн. ш. 94.48222° зх. д. (40.800875, -94.482251).  За даними Бюро перепису населення США в 2010 році місто мало площу 3,26 км², з яких 3,25 км² — суходіл та 0,00 км² — водойми.

## Демографія
Згідно з переписом 2010 року, у місті мешкали 363 особи в 153 домогосподарствах у складі 87 родин. Густота населення становила 111 особа/км².  Було 178 помешкань (55/км²).
Расовий склад населення:
| - 97,8 % — білих - 0,6 % — чорних або афроамериканців - 0,3 % — корінних американців |

До двох чи більше рас належало 1,4 %. Частка іспаномовних становила 1,7 % від усіх жителів.
За віковим діапазоном населення розподілялося таким чином: 22,0 % — особи молодші 18 років, 47,7 % — особи у віці 18—64 років, 30,3 % — особи у віці 65 років та старші. Медіана віку мешканця становила 50,7 року. На 100 осіб жіночої статі у місті припадало 88,1 чоловіків;  на 100 жінок у віці від 18 років та старших — 83,8 чоловіків також старших 18 років.
Середній дохід на одне домашнє господарство  становив 40 267 доларів США (медіана — 32 266), а середній дохід на одну сім'ю — 48 521 долар (медіана — 46 667). Медіана доходів становила 26 111 долар для чоловіків та 31 875 доларів для жінок. За межею бідності перебувало 11,6 % осіб, у тому числі 6,8 % дітей у віці до 18 років та 11,7 % осіб у віці 65 років та старших.
Цивільне працевлаштоване населення становило 162 особи. Основні галузі зайнятості: освіта, охорона здоров'я та соціальна допомога — 25,9 %, виробництво — 25,3 %, роздрібна торгівля — 8,0 %, мистецтво, розваги та відпочинок — 8,0 %.